# Henri Jouf
Henri Jouf (nom d'acteur de Henri Fainzang), né en 1928, est un comédien, auteur et réalisateur français.

## Biographie
Après avoir été élève de Charles Dullin de 1945 à 1947, il a travaillé pour le théâtre et le cinéma. Au théâtre, il a notamment fait partie de la troupe de Jean Vilar au TNP, en compagnie de Gérard Philipe, Charles Denner, Maria Casarès ou encore Philippe Noiret.

## Théâtre
- 1946 : Le Dibbouk, de Shalom Anski, mis en scène par André Marcovici (Théâtre Edouard 7)
- 1946 : Images d’Israël, de André Marcovici, mis en scène par André Marcovici (Pleyel)
- 1947 : Le Mariage de Rachel, de Jean Paul Nathan, mis en scène par André Marcovici (La Bruyère)
- 1948 : La Colline de la vie, de David Knout, mis en scène par André Marcovici (La Bruyère)
- 1948 : La Mort de Tarelkine, d'Aleksandre Soukhovo-Kobyline, mis en scène par Clément Harari (La Huchette)
- 1948 : La Place de l’Étoile, de Robert Desnos, mis en scène par Clément Harari (Noctambules)
- 1948 : Les Mamelles de Tirésias, de Guillaume Apollinaire, mis en scène par Clément Harari (Noctambules)
- 1949 : Ils attendent Lefty, de Clifford Odets, mis en scène par Clément Harari (Maubel)
- 1949 : Drame à Toulon, de Claude Martin, mis en scène par Claude Martin (en tournée)
- 1951 : Le Dernier des Sioux, de René-Louis Chauffard, mis en scène par Claude Martin (Théâtre de Poche)
- 1952 : Nucléa, de Henri Pichette, mis en scène par Gérard Philippe (TNP - Chaillot)
- 1954 : Homme pour homme, de Bertolt Brecht, mis en scène par Jean-Marie Serreau (en tournée)
- 1955 : Marie Tudor, de Victor Hugo, mis en scène par Jean Vilar (en tournée)
- 1955 : L’Auberge d’Ancoutza, de Caragiale, mis en scène par Jean-Jacques Aslanian (Porte St. Martin)
- 1956 : Le Joueur, de Dostoïevski, mis en scène par André Charpak (L’Alliance)
- 1956 : Ce pauvre Gulliver, de Simone Dubreuil, mis en scène par Bernard Jenny (Fontaine)
- 1957 : Charlie 22 ans Trompette, de Dominique Vincent, mis en scène par François Maistre (L’Alliance)
- 1957 : Ex-Napoléon, de Nino Franck, mis en scène par Jean-Jacques Aslanian (L’Alliance)
- 1958 : L'Avare, de Molière, mis en scène par Jean Deninx (en tournée)
- 1958 : Volpone, de Jules Romains, mis en scène par Clément Harari (en tournée)
- 1959 : La vie est un songe, de Pedro Calderon, mis en scène par A-M. Julien (en tournée)
- 1960 : 21 Scènes de comédie, de Alain, mis en scène par François Maistre (Lutèce)
- 1960 : Tambours dans la nuit, de Bertolt Brecht, mis en scène par André Steiger (Lutèce)
- 1961 : Andromaque, de Racine, mis en scène par Gérard le Moro (en tournée)
- 1962 : Tueur sans gages, d'Eugène Ionesco, mis en scène par José Quaglio (en tournée)
- 1980 : Il s’appelle peut-être Dupont, de Marguerite Cassan, mis en scène par Henri Jouf (Festival du Marais)

## Filmographie

### Acteur
- 1965 : Commandant X - épisode : Le Dossier Edelweiss de Jean-Paul Carrère
- 1968 : Le Crime de David Levinstein, film de André Charpak - Hermann
- 1961 : Marceau ou Les enfants de la république, téléfilm de René Lucot - Le blessé

### Réalisateur et auteur
- 1971 : Jour de classe (Sélection officielle du Festival de Cannes)
- 1973 : Drôle de graine (70 min), auteur : Marguerite Cassan, réalisé par Henri Jouf (FR3, diffusé le 1re janvier 1974)
- 1974 : À l'ombre du futur (13 min) (Sélection officielle du Festival de Melbourne)
- 1976 : Cheval de retour (13 min) (TF1, diffusé le 14 juillet 1976)
- 1977 : Chéri-Bibi, de Gaston Leroux, réalisé par Jean Pignol (diffusé en 1974 sur la 1re chaîne de la télévision)
- 1980 : Les Pèlerins du chant choral (52 min), auteurs: M. Cassan et H. Jouf, réalisé par Henri Jouf (A2, diffusé les 25 décembre 1981 et 1er janvier 1982)
- 1980 : La Ville qui chante (10 min)
- 1984 : Gare de la douleur (25 min) (Prix d’Honneur - Festival de Cracovie)
- 1987 : L'Écume du feu (23 min) (Festival court métrage fils francophone)
- 2006 : Des sculpteurs témoignent (27 min)